# 贺喜业勒图墨尔根
贺喜业勒图墨尔根（？—1954年），一作贺喜业勒图默尔根，号颖伯，博尔济吉特氏，蒙古族，民国时期哲里木盟科尔沁右翼后旗和硕卓哩克图亲王。中华民国大陸時期内蒙古政治人物，人称“小卓王”。

## 生平
贺喜业勒图墨尔根于1919年（民国八年）承袭王位，他曾任国军少将，1954年在北京被人民政府处决。